# Флерко, Сергей Николаевич
Сергей Николаевич Флерко (род. 3 августа 1972 года) - российский тяжелоатлет.

## Карьера
Активную спортивную карьеру провёл в тульском отделении Вооружённых Сил.
Бронзовый призёр чемпионата мира 1995 года в категории до 108 кг. По сумме двух движений Сергей набрал 405 кг.
На чемпионате Европы 1995 года с суммой 400 кг стал бронзовым призёром.
На Олимпиаде 1996 года взял в рывке 185 кг, но в толчке не смог справиться с весом в 220 кг и получил «баранку».
Участвовал в чемпионата мира 1999 года, где занял 8-е место в категории свыше 105 кг. 
В 1998 году выполнил нормативы мастера спорта международного класса и по пауэрлифтингу.
После окончания спортивной карьеры - на тренерской работе. В настоящее время - главный тренер спортивной сборной команды Тульской области по тяжёлой атлетике.